# Trà Bui
Trà Bui is een xã in het district Bắc Trà My, een van de districten in de Vietnamese provincie Quảng Nam.
Trà My ligt in het noordwesten van het district en ligt aan de noordelijke oever van de Tranh. Deze rivier wordt gereed gemaakt voor de bouw van een waterkrachtcentrale.